# Srnojedy
Srnojedy (německy Sernojed, Srnojed) jsou obec v okrese Pardubice v Pardubickém kraji. Žije zde 787 obyvatel.

## Historie
Obec Srnojedy se v dochovaných historických pramenech poprvé vzpomíná v době zemana Jana ze Srnojed, zvaného Tluch, který se v roce 1410 soudil o místní dědictví u dvorského soudu v Praze. Celý spor měl rozhodnout král Václav IV. Počátky obce lze ale hledat již v období konce 12. století (resp. začátku 13. století). Další zmínka se objevuje teprve roku 1462, a to v souvislosti s prodejem Krchlebské tvrze spolu s majetkem, do něhož patřila i obec Srnojedy, bratřím Janu a Jiřímu z Ohnišťan tehdejším majitelem Janem Žákem. Jan mladší z Ohnišťan později rozrostlý statek prodal v roce 1502 městu Chrudim. Po prodeji se stali srnojedští na dalších 45 let poddanými vrchnosti města Chrudimi. Když v roce 1547 vypukly protihabsburské stavovské nepokoje, kterých se účastnily i delegace královských měst, byl jim po potlačení těchto nepokojů Ferdinandem I. zkonfiskován majetek - tak se stalo i chrudimským.
Konfiskovanou tvrz Krchleby spolu se Srnojedy koupil od krále Jan z Pernštejna a připojil nový majetek k pardubickému panství. Obec se stala i s ostatním majetkem součástí rozlehlého velkostatku, který spolu s centrem Pardubic budoval od roku 1491 Vilém z Pernštejna. S pardubickým panstvím potom vesnice sdílela své osudy již natrvalo. Na panství vznikly rozsáhlé soustavy rybníků, tehdy jedny z nejvýznamnějších v Čechách. Srnojedy byly začleněny do rychty Jezbořické. V polovině 16. století bylo v Srnojedech sedm selských gruntů a jedna výsadní hospoda. V roce 1560 byl nucen Jaroslav z Pernštejna prodat zadlužené pardubické panství králi Ferdinandovi I. To se tak napříště stalo královským komorním panstvím. Do třicetileté války se velikost a rozsah Srnojed příliš nezměnil, Srnojedy na panství patřily k malým vesnicím. V průběhu třicetileté války pak většina statků zpustla, ale poté sem přišli noví obyvatelé a vrátili se i někteří starousedlíci.
Největší změny ve vývoji obce nastaly ve 20. století. Rozrostl se počet obyvatel obce, ve třicátých letech sem byla zavedena elektřina. Největší zemědělská usedlost - Srnojedský dvůr, který stojí osamocen v polích na příjezdu směrem od Pardubic - v průběhu let změnil několik majitelů a dnes je z této usedlosti průmyslový areál. V roce 1933 vznikl v obci hasičský sbor a začala se stavět hasičská zbrojnice. Do obce byl zaveden telefon. Postavilo se zdymadlo na Labi s odpadním kanálem. Ve 40. letech se začala budovat vodní elektrárna. V padesátých letech si občané začali stavět nové rodinné domky na pozemcích, které patřily k Srnojedskému dvoru. Vznikla tak nová zástavba. V této době také Jednota postavila v centru obce nový obchod se smíšeným zbožím. Začátkem 70. let si občané svépomocně postavili pohostinství v obci a následně (po prodeji Jednotě), dokončili velký kulturní dům.
Koncem 80. let a začátkem 90. let začala obec psát svou novodobou historii. Od roku 1994 je obec samostatná, se svým vlastním zastupitelstvem, a o rok později začala výstavba nových inženýrských sítí. Obci se nevyhnula ani povodeň v roce 1997, která zatopila několik pozemků v okolí Zdymadla a ve staré části obce.

## Obyvatelstvo
K nárůstu obyvatel významně přispěla výstavba 92 rodinných domků s nájemním bydlením, kterou obec zahájila v roce 1999 a uzavřela ji v průběhu roku 2002. Obci se na ni podařilo získat rozsáhlé státní dotace. Mimo této ucelené výstavby přibylo v obci ještě asi 30 rodinných domů, které si zde stavěli občané individuálně.
| Rok            | 1869 | 1880 | 1890 | 1900 | 1910 | 1921 | 1930 | 1950 | 1961 | 1970 | 1980 | 1991 | 2001 | 2011 | 2021 |
| -------------- | ---- | ---- | ---- | ---- | ---- | ---- | ---- | ---- | ---- | ---- | ---- | ---- | ---- | ---- | ---- |
| Počet obyvatel | 120  | 137  | 154  | 170  | 176  | 187  | 226  | 206  | 271  | 260  | 244  | 229  | 278  | 646  | 827  |
| Počet domů     | 18   | 18   | 20   | 23   | 25   | 28   | 43   | 55   | 64   | 65   | 69   | 83   | 99   | 227  | 280  |

## Obecní správa
Mezi lety 1869–1963 Srnojedy byly obcí v okrese Pardubice (1869–1930) a později v okrese Pardubice-okolí. V letech 1964–1985 patřily jako část obce k Lánům na Důlku. Od 1. ledna 1986 do 31. prosince 1993 patřily jako část statutárního města k Pardubicím a od 1. ledna 1994 jsou opět samostatnou obcí.

### Obecní symboly
Znak byl obci udělen rozhodnutím předsedy Poslanecké sněmovny Parlamentu České republiky dne 4. června 1998 a vlajka byla obci udělena rozhodnutím předsedy PSP ČR dne 6. června 2017.

## Zajímavosti a fakta
- Místní jméno "Srnojedy" vzniklo podle jazykovědců proto, že první usedlíci vznikající obce v okolních lesích lovili hojně srny - "sronojedy" = "srny jedli", "tam co srny jedí".
- Obcí projíždí spoj Pardubické MHD, a to linka č. 15.
- Okrajem katastru probíhá železniční koridor směrem na Prahu.
- Hranici katastru tvoří z jedné strany řeka Labe, po které od podzimu roku 2000 jezdí parník Arnošt z Pardubic se zastávkou i v Srnojedech.
- V blízkosti obce se nachází významná paleontologická lokalita křídového stáří. Přírodovědec Antonín Frič odtud před více než stoletím (1905) popsal pravěkého tvora, o kterém předpokládal, že patří mezi dinosaury (pod již neplatným jménem Albisaurus scutifer). To se však nejdřív nepotvrdilo, předpokládalo se, že šlo spíše o kosti pravěkého aligátora. V červnu 2011 však pracovníci Národního muzea ohlásili, že histologický rozbor kostí opravdu ukazuje na možnost, že jde o fosílie neptačího dinosaura.[8][9]
- V obci se nachází prodejna potravin, kterou má v pronájmu pan Huyen Thu.
- Místní hostinec provozuje pan Michal Svoboda, který mimo jiné pořádá i grilování nebo kulinářské akce, kulturní dům je pronajímán k zábavám, plesům, schůzím, svatbám atd.
- V roce 2004 bylo za přispění sponzorů vybudováno dětské hřiště pro nejmenší a starším slouží multifunkční sportoviště.
- Zdejší psí hotel Mastibe je jedním z největších v České republice[zdroj?] a jeho majitelkou je paní Iva Járová.
- Okolí je možné využít ke krásným procházkám. Cyklistům se kromě toho nabízí příjemné cyklovýlety kolem řeky Labe a jejich vyšší bezpečnost zajišťuje od r. 2004 i nově vybudovaná cyklostezka ze Srnojed do Svítkova.
- Sídlí zde firmy: Energoland s.r.o., Rykobito s.r.o., Kipp s.r.o. (vodní elektrárna, která byla v uplynulých třech letech modernizována), jez patřící povodí Labe a další drobné provozovny, které sídlí v Srnojedském dvoře.

## Další fotografie

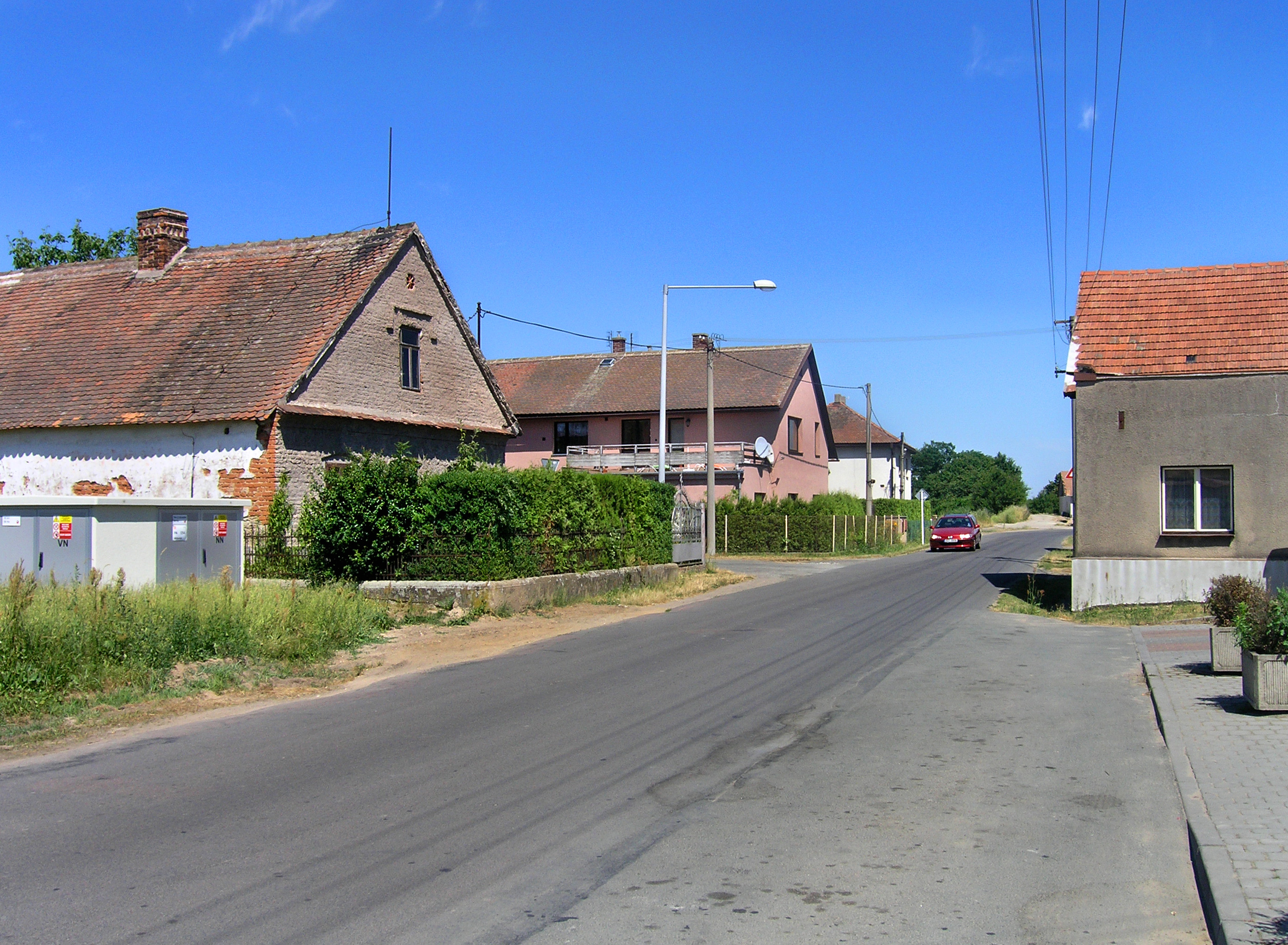
Pardubická ulice
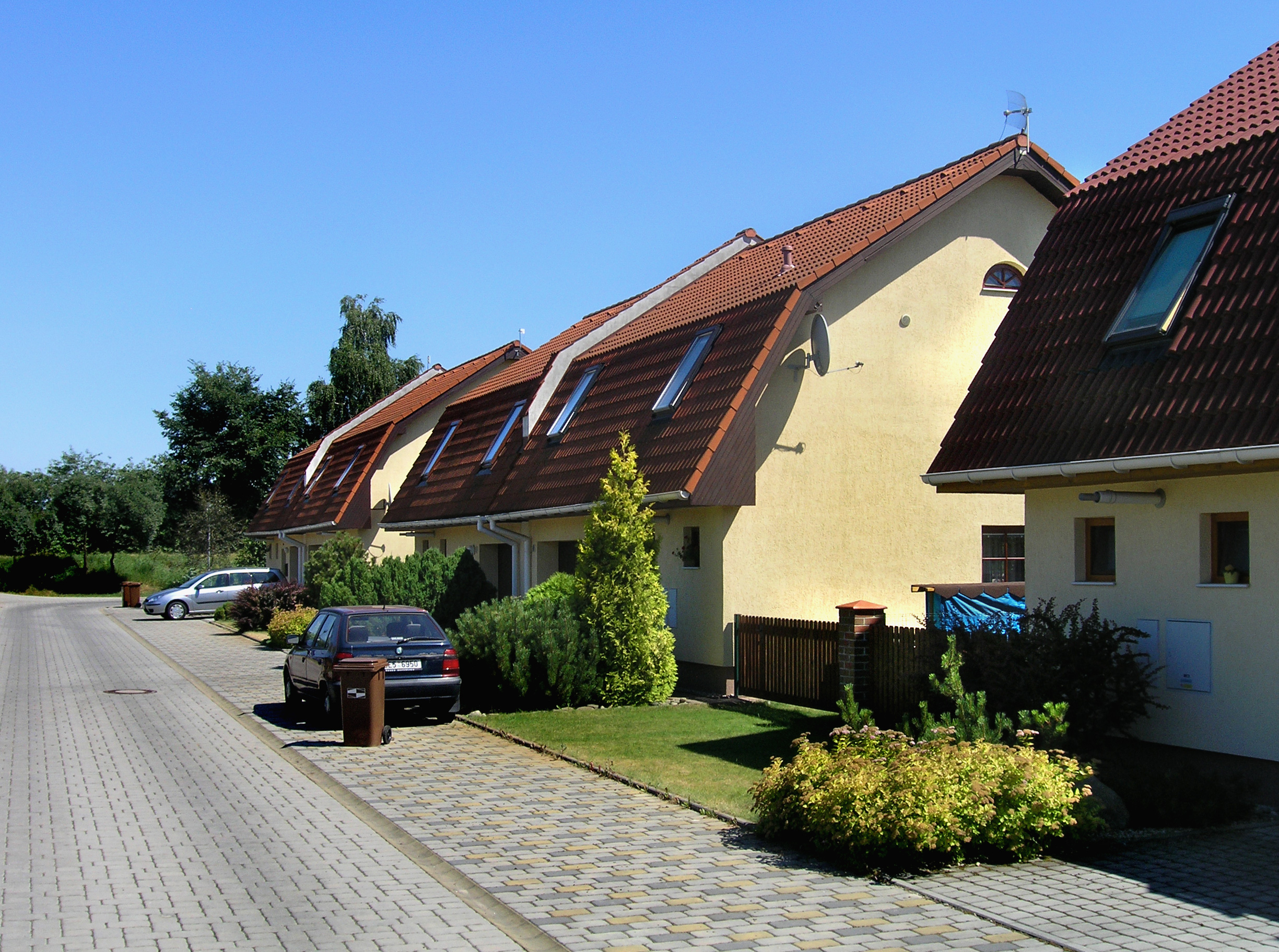
Nová výstavba
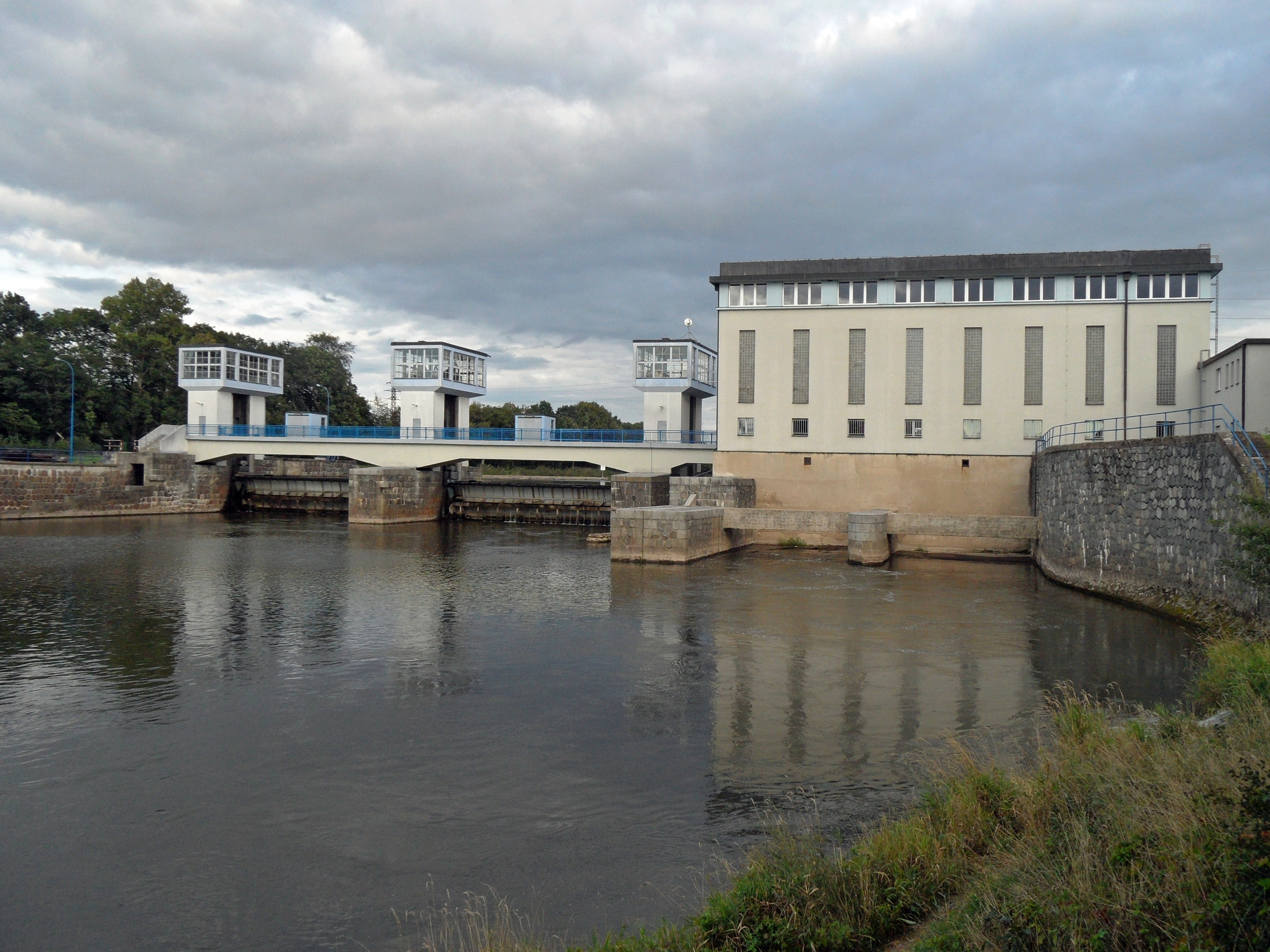
Zdymadlo Srnojedy
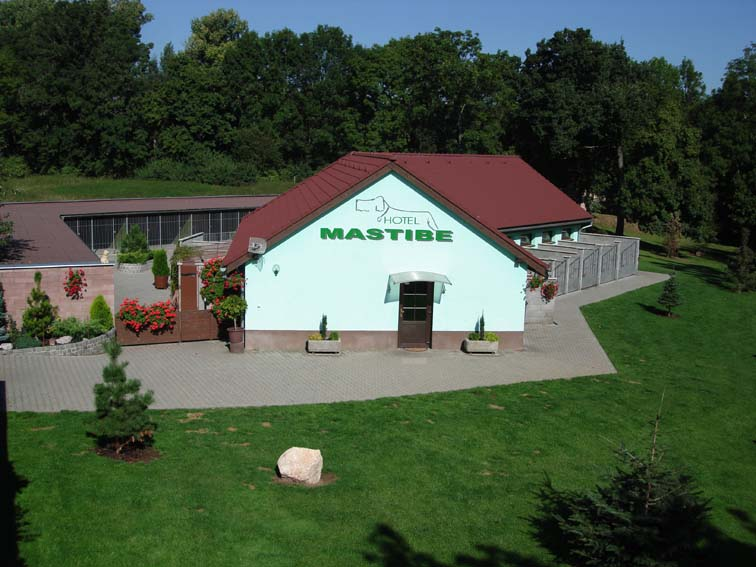
Hotel Mastibe